# KR Reykjavík
El Knattspyrnufélag Reykjavíkur, más conocido como KR o KR Reykjavík (en español, Reikiavik Club de Fútbol) es un club de fútbol de Islandia, situado en Reikiavik. Juega en la Úrvalsdeild, máxima competición futbolística de Islandia.
Fundado en 1899, es el equipo de fútbol decano en la historia de su país y el club con mayor palmarés de Islandia.

## Historia

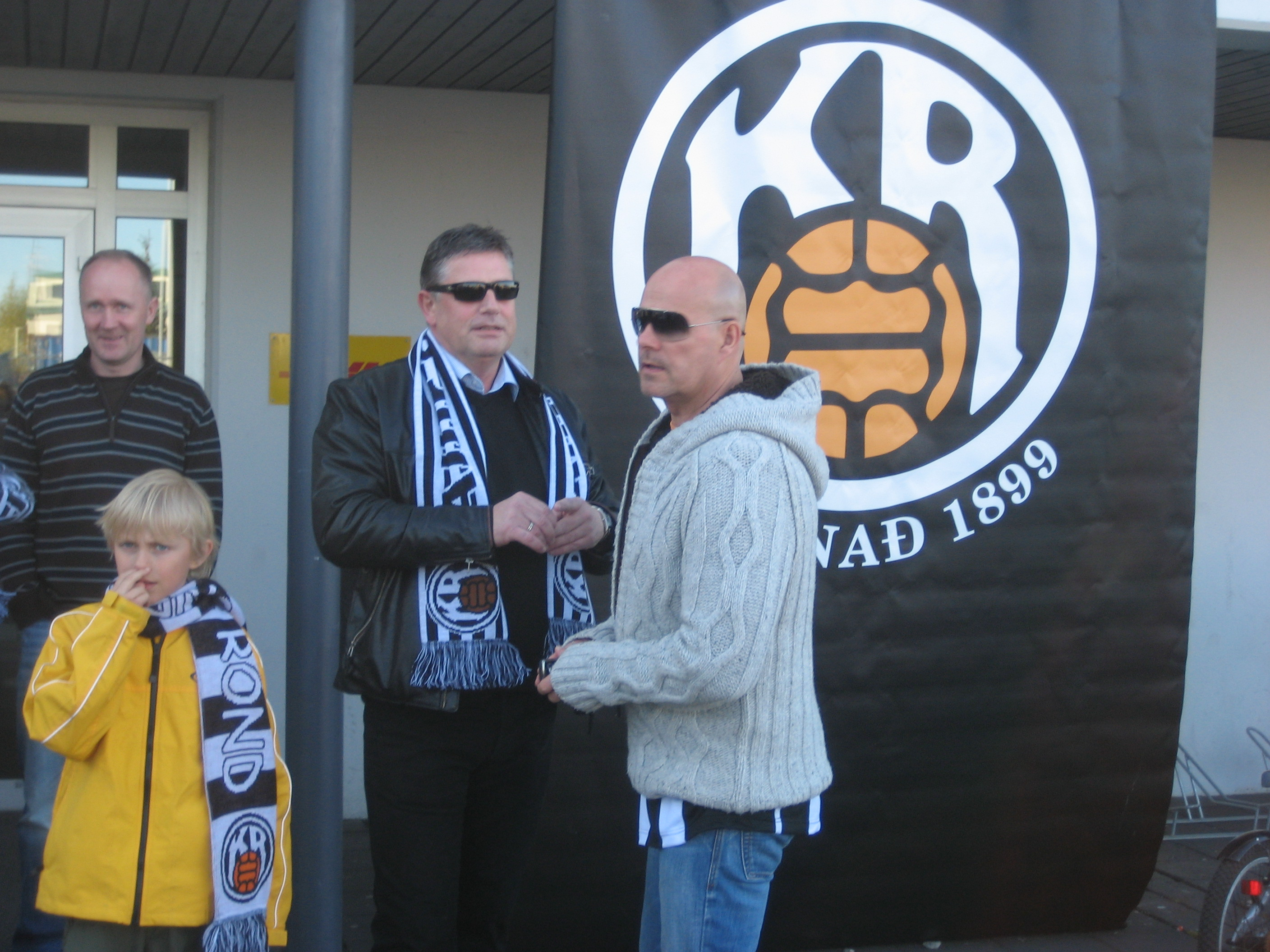
Aficionados del KR Reykjavík, entre ellos Bubbi Morthens, y escudo del club.

El KR Reykjavík fue fundado el 16 de febrero de 1899, siendo el primer equipo de fútbol de la historia de Islandia. Durante una década fue el único equipo de Reikiavik, pero a medida que se establecieron otros clubes comenzaron las competiciones. El KR fue el primer campeón de la Úrvalsdeild en 1912, que se celebró entre 3 clubes de la capital.
Años más tarde el KR se consolidaría como uno de los principales clubes deportivos de Islandia. Venció el primer campeonato de Liga con 2 divisiones en 1955, logró la primera Copa de Islandia en 1960 y fue el primer equipo islandés en debutar en competiciones europeas, en un partido de la Copa de Europa contra el Liverpool FC de Inglaterra.
Tras lograr el campeonato de liga de 1968 el club pasó por una mala racha de resultados que le llevaron a descender de categoría en 1977, aunque regresarían poco después. El KR también tuvo derrotas amargas como las sucedidas en las temporadas de 1990, 1996 y 1998 en las cuales perdió el campeonato de Liga en la última jornada. Sin embargo, el equipo logró de nuevo alcanzar una buena senda de resultados en el año de su centenario como club, 1999. Ese año el equipo masculino ganó Liga y Copa, logrando hacer doblete en su campeonato.
Tras el doblete, el equipo volvió a adquirir moral. Actualmente el KR Reykjavík es uno de los principales equipos de Islandia y lucha por lograr la Úrvalsdeild.

### Otras secciones
A pesar de que Knattspyrnufélag signifique Club de fútbol, el KR Reykjavík es una institución polideportiva en el país y cuenta con varias secciones en otros deportes. Dentro de otros deportes destaca su equipo de baloncesto, tiene presencia en balonmano, bádminton, natación, esquí, tenis de mesa, glima (lucha islandesa) e incluso en dardos.
Otra de las secciones destacadas, dentro del equipo de fútbol, es el equipo femenino del KR.

## Uniforme

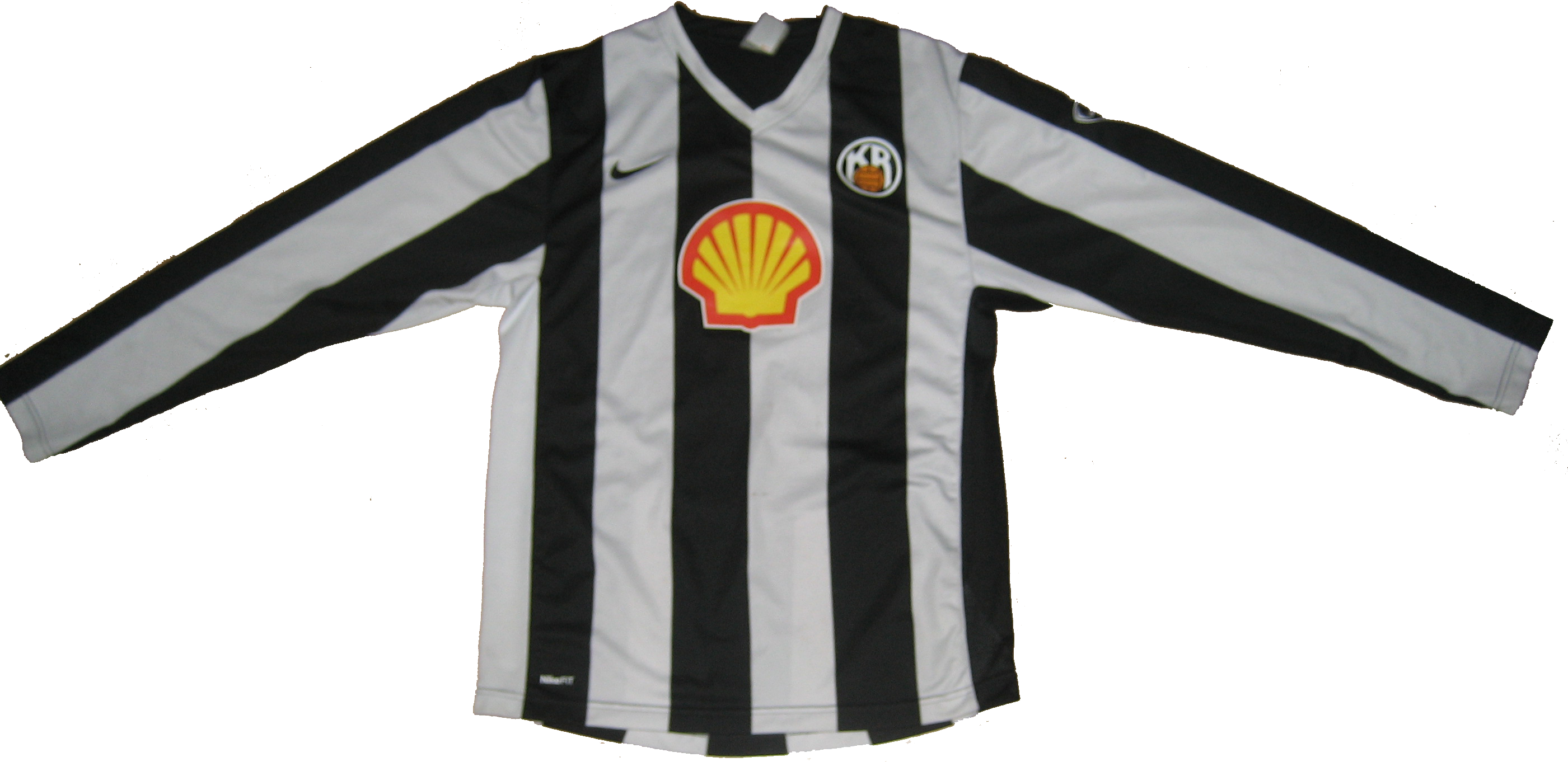
Equipación del KR Reykjavík para 2007, realizada por Nike.

- Uniforme titular: Camisa blanca y negra a rayas verticales, pantalón negro y medias negras.
- Uniforme suplente: Camisa naranja, pantalón naranja y medias naranjas.

El origen de la equipación está en el fútbol inglés. Tras vencer en 1912 el primer campeonato de Liga, el KR Reykjavík decidió imponer en el club una equipación estable escogiendo la del campeón de Liga que saliese en Inglaterra, fuese quien fuese. El vencedor de ese año fue el Newcastle United y el club islandés adoptó sus colores desde entonces.
La equipación es fabricada por la casa Nike desde 2007.

## Estadio

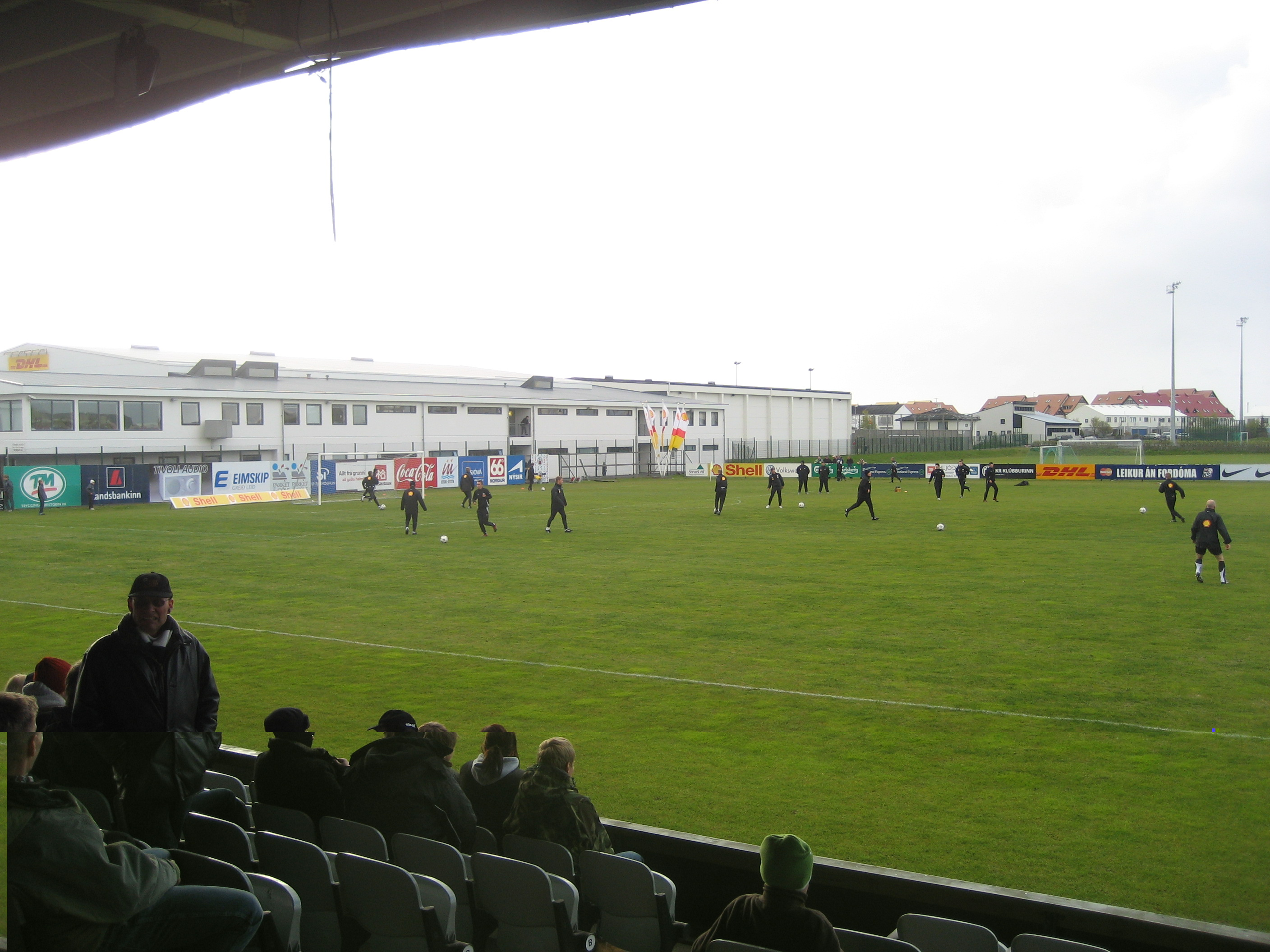
Imagen en el interior del KR-Völlur.

El KR Reykjavík juega desde 1984 sus partidos en el KR-völlur, un estadio con capacidad para 6.000 personas (2.000 sentadas) y hierba natural.
Anteriormente el club jugó en otros estadios como Laugardalsvöllur (Estadio Nacional) y el Estadio Municipal de la ciudad, hasta que en 1984 logró un estadio propio.

## Palmarés
- Liga islandesa de fútbol: 27

1912, 1919, 1926, 1927, 1928, 1929, 1931, 1932, 1934, 1941, 1948, 1949, 1950, 1952, 1955, 1959, 1961, 1963, 1965, 1968, 1999, 2000, 2002, 2003, 2011, 2013, 2019.
- Copa de Islandia: 14

1960, 1961, 1962, 1963, 1964, 1966, 1967, 1994, 1995, 1999, 2008, 2011, 2012, 2014.
- Copa de la Liga de Islandia: 8

1998, 2001, 2005, 2010, 2012, 2016, 2017, 2019.
- Supercopa de Islandia: 6

1969, 1996, 2003, 2012, 2014, 2020.

## Jugadores

### Plantilla 2025

#### Altas y bajas 2017–18 (invierno)
| Altas   | Altas    | Altas       | Altas | Altas |
| Jugador | Posición | Procedencia | Tipo  | Costo |
| ------- | -------- | ----------- | ----- | ----- |

| Bajas                      | Bajas          | Bajas        | Bajas     | Bajas        |
| Jugador                    | Posición       | Destino      | Tipo      | Costo        |
| -------------------------- | -------------- | ------------ | --------- | ------------ |
| Guðmundur Andri Tryggvason | Centrocampista | KR Reykjavík | Traspaso. | No revelado. |

### Jugadores destacados
| - Ríkharður Daðason (1996), (1997) - Kristján Finnbogason (1988–90), (1994–97), (1998–99), (2000–08) - Ólafur Gottskálksson (1990–94) - Eiður Guðjohnsen (1996–98) - Brynjar Gunnarsson (1995–97) - Veigar Páll Gunnarsson (2002–03) - Arnar Gunnlaugsson (2003–06) - Rúnar Kristinsson (Entrenador) (1984–94), (2007) - Stefán Logi Magnússon (2007–09) - Pétur Marteinsson (2007–08) - Pétur Pétursson (1987–91) - Indriði Sigurðsson (1998–99) - Kristján Örn Sigurðsson (2003–04) | - Rúnar Alex Rúnarsson (2012–14) - Moussa Dagnogo (2001) - Sergio Ommel (2000–01) - Prince Rajcomar (2009) - Mark Rutgers (2008–10) - André Hansen (2009) - Lars Ivar Moldskred (2010) - Jim Bett (1994) - Brian Hamilton - Barry Lavety - Andy Roddie (2001) - Joe Tortolano (1998) - David Winnie (1999–00) - Rhys Weston (2012) |

## Participación en competiciones de la UEFA

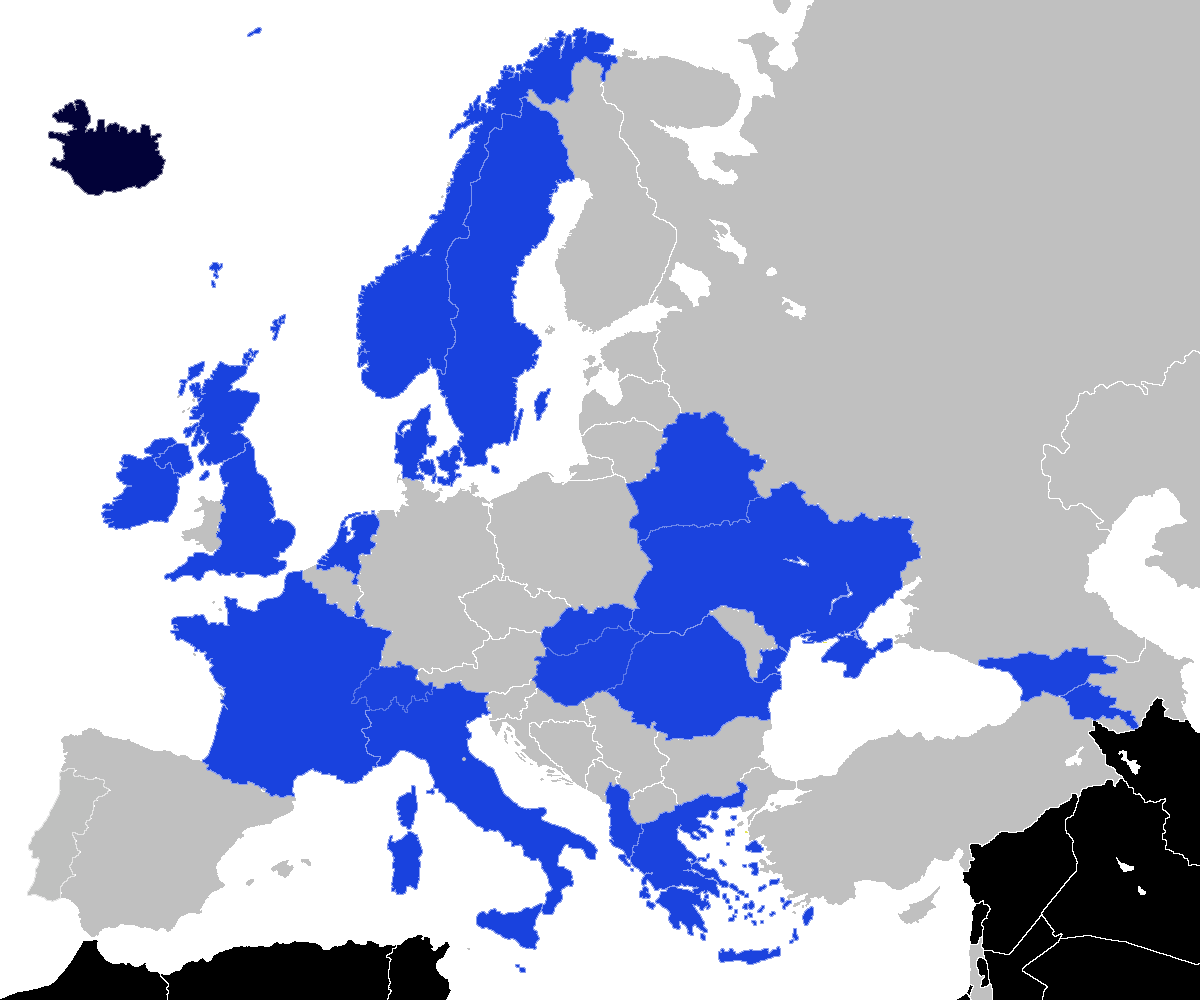
El KR ha enfrentado a equipos de 21 países de Europa, los cuales están en azul en el mapa.

| Temporada | Torneo                        | Ronda            | Club                | Resultado       |
| --------- | ----------------------------- | ---------------- | ------------------- | --------------- |
| 1964–65   | Copa Europea                  | Clasificatoria   | Liverpool F.C.      | 0–5, 1–6        |
| 1965–66   | UEFA Cup Winners' Cup         | 1                | Rosenborg           | 1–3, 1–3        |
| 1966–67   | Copa Europea                  | 1                | FC Nantes           | 2–3, 2–5        |
| 1967–68   | UEFA Cup Winners' Cup         | 1                | Aberdeen F.C.       | 0–10, 1–4       |
| 1968–69   | UEFA Cup Winners' Cup         | 1                | Olympiakos          | 0–2, 0–2        |
| 1969–70   | Copa Europea                  | 1                | Feyenoord           | 2–12, 0–4       |
| 1984–85   | Copa UEFA                     | 1                | QPR                 | 0–3, 0–4        |
| 1991–92   | Copa UEFA                     | 1                | Torino              | 0–2, 1–6        |
| 1993–94   | Copa UEFA                     | 1                | MTK                 | 1–2, 0–0        |
| 1995–96   | UEFA Cup Winners' Cup         | Clasificatoria   | CS Grevenmacher     | 2–3, 2–0        |
| 1995–96   | UEFA Cup Winners' Cup         | 1                | Everton F.C.        | 2–3, 1–3        |
| 1996–97   | UEFA Cup Winners' Cup         | Clasificatoria   | MPKC Mozyr          | 2–2, 1–0        |
| 1996–97   | UEFA Cup Winners' Cup         | 1                | AIK                 | 0–1, 1–1        |
| 1997–98   | Copa UEFA                     | Clasificatoria 1 | Dinamo Bucarest     | 2–0, 2–1        |
| 1997–98   | Copa UEFA                     | Clasificatoria 2 | OFI                 | 0–0, 1–3        |
| 1999–00   | Copa UEFA                     | Clasificatoria   | Kilmarnock F.C.     | 1–0, 0–2        |
| 2000–01   | UEFA Champions League         | Clasificatoria 1 | Birkirkara FC       | 2–1, 4–1        |
| 2000–01   | UEFA Champions League         | Clasificatoria 2 | Brøndby IF          | 1–3, 0–0        |
| 2001–02   | UEFA Champions League         | Clasificatoria 1 | Vllaznia Shkodër    | 2–1, 0–1        |
| 2003–04   | UEFA Champions League         | Clasificatoria 1 | Pyunik              | 0–1, 1–1        |
| 2004–05   | UEFA Champions League         | Clasificatoria 1 | Shelbourne F.C.     | 2–2, 0–0        |
| 2007–08   | Copa UEFA                     | Clasificatoria 1 | BK Häcken           | 1–1, 0–1        |
| 2009–10   | UEFA Europa League            | Clasificatoria 2 | Larissa FC          | 2–0, 1–1        |
| 2009–10   | UEFA Europa League            | Clasificatoria 3 | FC Basel            | 2–2, 1–3        |
| 2010–11   | UEFA Europa League            | Clasificatoria 1 | Glentoran F.C.      | 3–0, 2–2        |
| 2010–11   | UEFA Europa League            | Clasificatoria 2 | Karpaty             | 0–3, 2–3        |
| 2011–12   | UEFA Europa League            | Clasificatoria 1 | ÍF                  | 3–1, 5–1        |
| 2011–12   | UEFA Europa League            | Clasificatoria 2 | Žilina              | 3–0, 0–2        |
| 2011–12   | UEFA Europa League            | Clasificatoria 3 | FC Dinamo Tbilisi   | 1–4,0–2         |
| 2012–13   | UEFA Champions League         | Clasificatoria 2 | HJK                 | 0–7,1–2         |
| 2013–14   | UEFA Europa League            | Clasificatoria 1 | Glentoran F.C.      | 0–0, 3–0        |
| 2013–14   | UEFA Europa League            | Clasificatoria 2 | Standard Liège      | 1–3, 1–3        |
| 2014–15   | UEFA Champions League         | Clasificatoria 2 | Celtic FC           | 0–1, 0–4        |
| 2015–16   | UEFA Europa League            | Clasificatoria 1 | Cork City           | 1–1, 2–1 (t.e.) |
| 2015–16   | UEFA Europa League            | Clasificatoria 2 | Rosenborg           | 0–1, 0–3        |
| 2016-17   | UEFA Europa League            | Clasificatoria 1 | Glenavon            | 2–1, 6–0        |
| 2016-17   | UEFA Europa League            | Clasificatoria 2 | Grasshopper         | 3-3, 1-2        |
| 2017-18   | UEFA Europa League            | Clasificatoria 1 | SJK                 | 2-0, 0-0        |
| 2017-18   | UEFA Europa League            | Clasificatoria 2 | Maccabi Tel Aviv FC | 1-3, 0-2        |
| 2019-20   | UEFA Europa League            | Clasificatoria 1 | Molde               | 0–0, 1–7        |
| 2020-21   | UEFA Champions League         | Clasificatoria 1 | Celtic              | 0–6 (Visita)    |
| 2020-21   | UEFA Europa League            | Clasificatoria 2 | Flora               | 1–2 (Visita)    |
| 2022-23   | UEFA Europa Conference League | Clasificatoria 1 | Pogoń Szczecin      | 1-0, 1-4        |

### Récord Europeo
| Torneo                | J  | G  | E  | P  | GF | GC  |
| --------------------- | -- | -- | -- | -- | -- | --- |
| UEFA Champions League | 18 | 3  | 4  | 11 | 20 | 55  |
| UEFA Europa League    | 30 | 9  | 8  | 13 | 48 | 47  |
| UEFA Cup              | 14 | 3  | 3  | 8  | 9  | 25  |
| UEFA Cup Winners' Cup | 14 | 2  | 2  | 10 | 14 | 37  |
| TOTAL                 | 76 | 16 | 17 | 42 | 91 | 161 |